# Стюарт (команда Формулы-1)
Stewart Grand Prix — британская команда Формулы-1. Команда основана трёхкратным чемпионом мира Джеки Стюартом и его сыном Полом Стюартом в 1996 году. Команда выступала в Формуле-1 при поддержке Ford с 1997 по 1999 года. За время выступлений одержала одну победу и завоевала одну поул-позицию. 

В конце 1999 года команда была куплена концерном Ford и переименована в Jaguar Racing. В 2004 году Jaguar Racing была продана компании по производству энергетических напитков Red Bull и получила название Red Bull Racing.

## Основание
Несмотря на то, что команда была создана «с нуля», у её основателей был большой опыт в достижении высших результатов, управлении гоночной командой, а также хорошие связи в концерне Форд. Команда была преобразована из Paul Stewart Racing, выступавшей в Формуле 3000. Хотя ещё в конце 1995 года Paul Stewart Racing отрицала намерения перейти в Формулу-1, ссылаясь на неудачный опыт таких команд, как Simtek, Pacific и Forti. Но в январе 1996 Джеки Стюарту удалось подписать с Ford пятилетней контракт, по которому будущая команда Формулы-1 становилась официальным представителем концерна Ford. В то время Ford поставлял двигатели для Sauber.

## История выступлений

### 1997

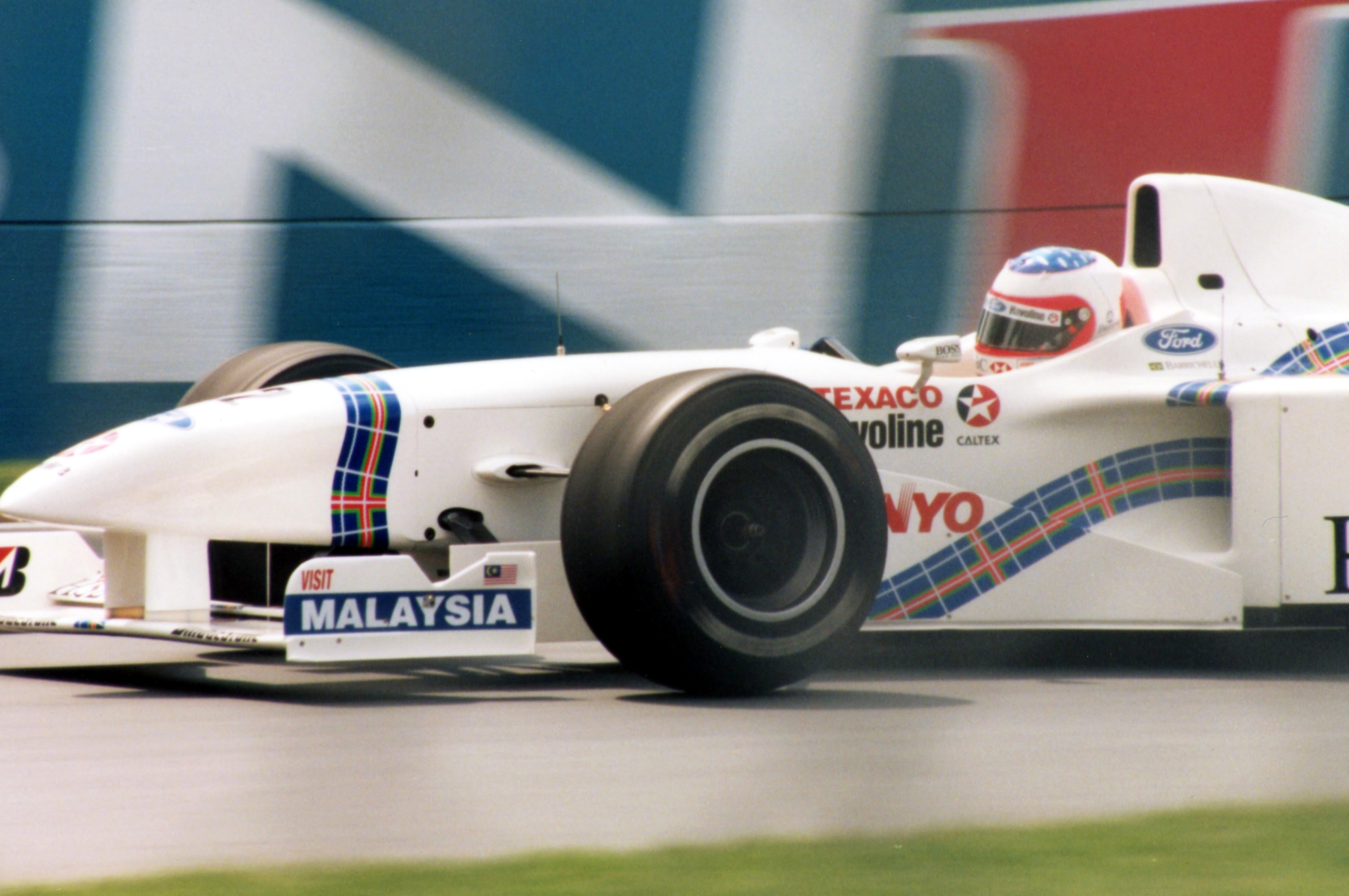
Болид SF1 под управлением Рубенса Баррикелло на Гран-при Канады в 1997 году

При поддержке Ford Stewart GP дебютировала на Гран-при Австралии 1997 года. Болидом управляли Рубенс Баррикелло и Ян Магнуссен. Единственным достижением в первом сезоне стало 2 место Баррикелло на Гран-при Монако. Для Яна Магнуссена высшей ступенью стало 7 место. Команда сумела финишировать 8 раз (3 Баррикелло и 5 Магнуссен) из 34 возможных. Тем не менее сезон можно считать успешным. Двигатель Ford Zetec-R V10 установленный на шасси SF01 оказался ненадежным, что не позволило команде добиться больших успехов.

### 1998
Второй сезон для Stewart GP оказался тяжелее первого. Ни в одной из 16 гонок пилоты не смогли подняться на подиум, а после 7 Гран-при Ян Магнуссен был заменен на Йоса Ферстаппена, не сумевшего набрать ни одного очка. В конце сезона был уволен технический
директор Ален Дженкинс, а его место занял Гарри Андерсон из Jordan. В сезоне 1998 года команда сумела набрать только 5 очков (в 1997 было набрано 6).

### 1999

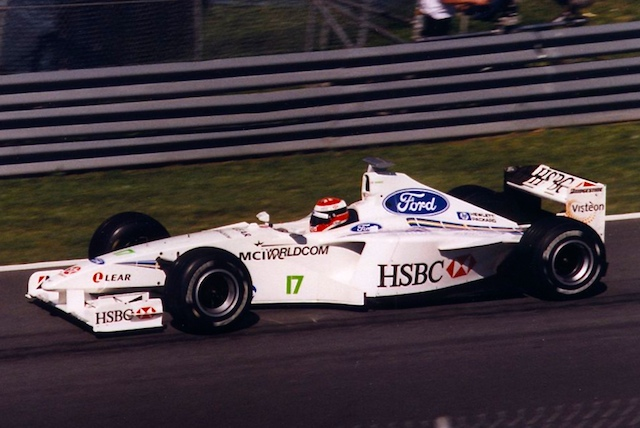
Джонни Херберт на Гран-при Европы 1999 года

В 1999 году Ford приобрёл компанию Cosworth Racing, выпускающую двигатели для гоночных машин. Вместо Ферстаппена за руль болида SF03 сел Джонни Херберт. Уже в первом Гран-при Австралии Баррикелло сумел прийти пятым, стартовав с пит-лейна. Им же в Сан-Марино был завоеван второй подиум для команды: он финишировал третьим. В этом же сезоне была одержана первая и единственная победа Stewart Grand Prix. Её одержал Джонни Херберт на Гран-при Европы на трассе Нюрбургринг. По итогам сезона команда стала 4-й в кубке конструкторов с 36 очками, опередив такие команды, как Williams-Supertec и Benetton Playlife. Последней гонкой для Stewart GP стал Гран-при Японии.
После успешного сезона 1999 года в конце того же года команда была продана концерну Ford и в сезоне 2000 года уже выступала под именем Jaguar Racing. Продажа команды на её взлете Джеки Стюартом была полной неожиданностью, одной из причин продажи стала болезнь Пола Стюарта — у сына Джеки Стюарта в 1999 году был обнаружен рак.

## Статистика выступлений
| Легенда к таблице |                                                                    |
| --- | ------------------------------------------------------------------ |
| В таблице перечислены результаты всех Гран-при Формулы-1, в которых принимала участие команда. Строками таблицы являются сезоны, столбцами — этапы чемпионата мира. В каждой клетке указаны сокращённое название этапа и результаты гонщиков команды, дополнительно обозначенные цветом. Расшифровка обозначений и цветов представлена в нижеследующей таблице. |                                                                    |
| \| Пример \| Описание \| \| ------------ \| ------------------------------------------------------------------ \| \| 1 \| Победитель \| \| 2 \| Второе место \| \| 3 \| Третье место \| \| 5 \| Финишировал, заработав очки \| \| Сход \| Не финишировал, но при этом заработал очки \| \| 12 \| Финишировал, не получив очков \| \| НКЛ \| Финишировал, но не попал в финальную классификацию \| \| 15 \| Участвовал вне зачёта, либо по отдельной классификации \| \| 18 \| Не финишировал, но попал в финальную классификацию \| \| Сход \| Не финишировал \| \| НКВ \| Не прошёл квалификацию \| \| НПКВ \| Не прошёл предквалификацию \| \| ДСК \| Дисквалифицирован \| \| ИСК \| Исключён из протокола соревнований \| \| ТТ \| Заявлен для участия только в тренировках \| \| НС \| Участвовал в квалификации, но не стартовал в гонке \| \| Т \| Травмирован или болен \| \| ОТК \| Отказ от участия \| \| НТР \| Прибыл на соревнования, но на трассу не выезжал \| \| НПР \| Был заявлен в числе участников, но не прибыл к началу соревнований \| \| О \| Соревнования отменены \| \| \| Не участвовал \| \| Поул-позиция \| \| \| Быстрый круг \| \| |                                                                    |
| Пример | Описание                                                           |
| 1 | Победитель                                                         |
| 2 | Второе место                                                       |
| 3 | Третье место                                                       |
| 5 | Финишировал, заработав очки                                        |
| Сход | Не финишировал, но при этом заработал очки                         |
| 12 | Финишировал, не получив очков                                      |
| НКЛ | Финишировал, но не попал в финальную классификацию                 |
| 15 | Участвовал вне зачёта, либо по отдельной классификации             |
| 18 | Не финишировал, но попал в финальную классификацию                 |
| Сход | Не финишировал                                                     |
| НКВ | Не прошёл квалификацию                                             |
| НПКВ | Не прошёл предквалификацию                                         |
| ДСК | Дисквалифицирован                                                  |
| ИСК | Исключён из протокола соревнований                                 |
| ТТ | Заявлен для участия только в тренировках                           |
| НС | Участвовал в квалификации, но не стартовал в гонке                 |
| Т | Травмирован или болен                                              |
| ОТК | Отказ от участия                                                   |
| НТР | Прибыл на соревнования, но на трассу не выезжал                    |
| НПР | Был заявлен в числе участников, но не прибыл к началу соревнований |
| О | Соревнования отменены                                              |
| | Не участвовал                                                      |
| Поул-позиция |                                                                    |
| Быстрый круг |                                                                    |

| Сезон | Шасси        | Двигатель               | Ш | Гонщики    | 1    | 2    | 3    | 4    | 5    | 6    | 7    | 8    | 9    | 10   | 11   | 12   | 13   | 14   | 15   | 16   | 17   | Место | Очки |
| ----- | ------------ | ----------------------- | - | ---------- | ---- | ---- | ---- | ---- | ---- | ---- | ---- | ---- | ---- | ---- | ---- | ---- | ---- | ---- | ---- | ---- | ---- | ----- | ---- |
| 1997  | Stewart SF01 | Ford VJ Zetec-R 3.0 V10 | B |            | АВС  | БРА  | АРГ  | САН  | МОН  | ИСП  | КАН  | ФРА  | ВЕЛ  | ГЕР  | ВЕН  | БЕЛ  | ИТА  | АВТ  | ЛЮК  | ЯПО  | ЕВР  | 9     | 6    |
| 1997  | Stewart SF01 | Ford VJ Zetec-R 3.0 V10 | B | Баррикелло | Сход | Сход | Сход | Сход | 2    | Сход | Сход | Сход | Сход | Сход | Сход | Сход | 13   | 14   | Сход | Сход | Сход | 9     | 6    |
| 1997  | Stewart SF01 | Ford VJ Zetec-R 3.0 V10 | B | Магнуссен  | Сход | Сход | 10   | Сход | 7    | 13   | Сход | Сход | Сход | Сход | Сход | 12   | Сход | Сход | Сход | Сход | 9    | 9     | 6    |
| 1998  | Stewart SF02 | Ford VJ Zetec-R 3.0 V10 | B |            | АВС  | БРА  | АРГ  | САН  | ИСП  | МОН  | КАН  | ФРА  | ВЕЛ  | АВТ  | ГЕР  | ВЕН  | БЕЛ  | ИТА  | ЛЮК  | ЯПО  |      | 8     | 5    |
| 1998  | Stewart SF02 | Ford VJ Zetec-R 3.0 V10 | B | Баррикелло | Сход | Сход | 10   | Сход | 5    | Сход | 5    | 10   | Сход | Сход | Сход | Сход | Сход | 10   | 11   | Сход |      | 8     | 5    |
| 1998  | Stewart SF02 | Ford VJ Zetec-R 3.0 V10 | B | Магнуссен  | Сход | 10   | Сход | Сход | 12   | Сход | 6    |      |      |      |      |      |      |      |      |      |      | 8     | 5    |
| 1998  | Stewart SF02 | Ford VJ Zetec-R 3.0 V10 | B | Ферстаппен |      |      |      |      |      |      |      | 12   | Сход | Сход | Сход | 13   | Сход | Сход | 13   | Сход |      | 8     | 5    |
| 1999  | Stewart SF03 | Ford CR-1 3.0 V10       | B |            | АВС  | БРА  | САН  | МОН  | ИСП  | КАН  | ФРА  | ВЕЛ  | АВТ  | ГЕР  | ВЕН  | БЕЛ  | ИТА  | ЕВР  | МАЛ  | ЯПО  |      | 4     | 36   |
| 1999  | Stewart SF03 | Ford CR-1 3.0 V10       | B | Баррикелло | 5    | Сход | 3    | 9    | ДСК  | Сход | 3    | 8    | Сход | Сход | 5    | 10   | 4    | 3    | 5    | 8    |      | 4     | 36   |
| 1999  | Stewart SF03 | Ford CR-1 3.0 V10       | B | Херберт    | НС   | Сход | 10   | Сход | Сход | 5    | Сход | 12   | 14   | 11   | 11   | Сход | Сход | 1    | 4    | 7    |      | 4     | 36   |